# 버코프의 정리
버코프의 정리(영어: Birkhoff's theorem)은 아인슈타인 방정식의 모든 구형 대칭 진공 해는 정적(stationary)이며 점근적으로 평탄해야 한다는 정리다. 따라서 주어진 경계의 외부 해는 언제나 슈바르츠실트 계량으로 주어진다. 반대로, 구형 대칭인 공동(空洞, cavity)의 계량은 언제나 민코프스키 계량으로 주어진다. 이에 따라, 구형대칭을 지키면서 확장 및 축소를 거듭하는 별은 아무런 중력파를 방출하지 않는다.
버코프의 정리는 전자기장을 포함한 경우에 대하여 확장할 수 있다. 즉 아인슈타인 방정식의 모든 구형 대칭이고, 전자기장만을 지닌 진공 해는 정적이고 극한적으로 평평하다. 따라서 그 외부 해는 라이스너-노르드스트룀 계량으로 주어진다.

## 역사
노르웨이의 외르크 토프테 옙센(노르웨이어: Jørg Tofte Jebsen)이 1921년에 증명하였으나, 널리 알려지지 않았다. 1923년에 미국의 조지 데이비드 버코프가 재발견하였고,:253 그의 이름을 따서 알려져 있다. (이후에 스탠리 데저(영어: Stanley Deser)가 옙센의 앞선 발견을 지적하였다.)